# Beaulieu-sur-Loire
Beaulieu-sur-Loire är en kommun i departementet Loiret i regionen Centre-Val de Loire strax norr Frankrikes mitt. Kommunen ligger i kantonen Châtillon-sur-Loire som tillhör arrondissementet Montargis. År 2022 hade Beaulieu-sur-Loire 1 750 invånare.

## Befolkningsutveckling
Antalet invånare i kommunen Beaulieu-sur-Loire
| Referens: INSEE |